# Grimesland (Karolina Północna)
Grimesland – miasto w Stanach Zjednoczonych, w stanie Karolina Północna, w hrabstwie Pitt.